# Spododes auranticolor
Spododes auranticolor är en fjärilsart som beskrevs av Dyar 1914. Spododes auranticolor ingår i släktet Spododes och familjen mätare. Inga underarter finns listade i Catalogue of Life.